# Afromysis guinensis
Afromysis guinensis är en kräftdjursart som beskrevs av Mihai Bacescu 1968. Afromysis guinensis ingår i släktet Afromysis och familjen Mysidae. Inga underarter finns listade i Catalogue of Life.